# Aspidiophorus ontarionensis
Aspidiophorus ontarionensis är en djurart som tillhör fylumet bukhårsdjur, och som beskrevs av Schwank 1989. Aspidiophorus ontarionensis ingår i släktet Aspidiophorus och familjen Chaetonotidae. Inga underarter finns listade i Catalogue of Life.